# 是永益司
是永益司（これながますじ、1934 年 -　）建築家。

## 経歴
青島市生まれ。 1958年北海道大学工学部建築工学科卒業。フリーの立場で、大成建設設計部。 1972 年 丹下健三+都市建築設計研究所URTEC入所。1996年URTEC 退所。 一年間コンサルティングの仕事を経て、1997年 NTTファシリティーズ入社。 2000年 NTTファシリティーズ退社。

## 参考
- 大成建設140年史　大成建設株式会社 編　（2013） 日本電信電話(株)『NTTグループ社史 : 1995～2005. 資料編』(2006）